# مكسر الحصان
مكسر الحصان قرية في ناحية جب الجراح التابعة لمنطقة المخرّم في محافظة حمص في سورية. بلغ عدد سكان القرية 811 نسمة حسب تعداد عام 2004.